# ژیلیان یورک
ژیلیان یورک (انگلیسی: Jillian York؛ زادهٔ ۱۸ مهٔ ۱۹۸۲) یک روزنامه‌نگار اهل ایالات متحده آمریکا است. او یک نویسنده و همچنین مدیر بنیادی به نام آزادی است.